# Svenska Supercupen
Supercupen var en svensk cuptävling i fotboll som bestod av en match mellan det segrande laget i den senaste färdigspelade Allsvenskan och det segrande laget i den senaste färdigspelade upplagan av Svenska cupen. Var det samma lag som hade vunnit Allsvenskan som Svenska cupen så spelades matchen mellan ettan och tvåan i Allsvenskan. Supercupen spelades första gången 2007. 2015 lades turneringen ned i brist på intresse av allmänheten.

## Resultat
Svenska Supercupen spelades alltid på Svenska mästarnas (hemma)arena.
| # | Datum | Hemmalag (Svenska mästare) | Resultat | Bortalag | Spelplats |  |
|   |       |                            |          |          |           |  |
|   |       |                            |          |          |           |  |
|   |       |                            |          |          |           |  |

| 1           | 31 mars 2007 | IF Elfsborg     | 1 – 0           | Helsingborgs IF | Borås Arena                                   |                                               |
| 16:00 UTC+1 | 16:00 UTC+1  | James Keene 55′ | (0 – 0) Rapport |                 | Borås Publik: 1 240 Domare: Martin Ingvarsson | Borås Publik: 1 240 Domare: Martin Ingvarsson |
| 16:00 UTC+1 | 16:00 UTC+1  |                 |                 |                 | Borås Publik: 1 240 Domare: Martin Ingvarsson | Borås Publik: 1 240 Domare: Martin Ingvarsson |
| 16:00 UTC+1 | 16:00 UTC+1  |                 |                 |                 | Borås Publik: 1 240 Domare: Martin Ingvarsson | Borås Publik: 1 240 Domare: Martin Ingvarsson |

| 2           | 22 mars 2008 | IFK Göteborg                                   | 3 – 1           | Kalmar FF        | Nya Ullevi                                    |                                               |
| 16:00 UTC+1 | 16:00 UTC+1  | Jonas Wallerstedt 24′, 82′ Hjálmar Jónsson 67′ | (1 – 0) Rapport | 87′ Cesar Santin | Göteborg Publik: 1 643 Domare: Martin Hansson | Göteborg Publik: 1 643 Domare: Martin Hansson |
| 16:00 UTC+1 | 16:00 UTC+1  |                                                |                 |                  | Göteborg Publik: 1 643 Domare: Martin Hansson | Göteborg Publik: 1 643 Domare: Martin Hansson |
| 16:00 UTC+1 | 16:00 UTC+1  |                                                |                 |                  | Göteborg Publik: 1 643 Domare: Martin Hansson | Göteborg Publik: 1 643 Domare: Martin Hansson |

| 3           | 21 mars 2009 | Kalmar FF         | 1 – 0           | IFK Göteborg | Fredriksskans IP                               |                                                |
| 16:00 UTC+1 | 16:00 UTC+1  | Daniel Mendes 89′ | (0 – 0) Rapport |              | Kalmar Publik: 2 305 Domare: Stefan Johanneson | Kalmar Publik: 2 305 Domare: Stefan Johanneson |
| 16:00 UTC+1 | 16:00 UTC+1  |                   |                 |              | Kalmar Publik: 2 305 Domare: Stefan Johanneson | Kalmar Publik: 2 305 Domare: Stefan Johanneson |
| 16:00 UTC+1 | 16:00 UTC+1  |                   |                 |              | Kalmar Publik: 2 305 Domare: Stefan Johanneson | Kalmar Publik: 2 305 Domare: Stefan Johanneson |

| 4           | 6 mars 2010 | AIK                | 1 – 0           | IFK Göteborg | Råsunda                                              |                                                      |
| 16:00 UTC+1 | 16:00 UTC+1 | Antônio Flávio 22′ | (1 – 0) Rapport |              | Stockholm Publik: 2 537 Domare: Markus Strömbergsson | Stockholm Publik: 2 537 Domare: Markus Strömbergsson |
| 16:00 UTC+1 | 16:00 UTC+1 |                    |                 |              | Stockholm Publik: 2 537 Domare: Markus Strömbergsson | Stockholm Publik: 2 537 Domare: Markus Strömbergsson |
| 16:00 UTC+1 | 16:00 UTC+1 |                    |                 |              | Stockholm Publik: 2 537 Domare: Markus Strömbergsson | Stockholm Publik: 2 537 Domare: Markus Strömbergsson |

| 5           | 19 mars 2011 | Malmö FF              | 1 – 2           | Helsingborgs IF                   | Stadion                                           |                                                   |
| 15:30 UTC+1 | 15:30 UTC+1  | Wílton Figueiredo 16′ | (1 – 1) Rapport | 2′ Marcus Nilsson 90′ Erik Sundin | Malmö Publik: 10 362 Domare: Markus Strömbergsson | Malmö Publik: 10 362 Domare: Markus Strömbergsson |
| 15:30 UTC+1 | 15:30 UTC+1  |                       |                 |                                   | Malmö Publik: 10 362 Domare: Markus Strömbergsson | Malmö Publik: 10 362 Domare: Markus Strömbergsson |
| 15:30 UTC+1 | 15:30 UTC+1  |                       |                 |                                   | Malmö Publik: 10 362 Domare: Markus Strömbergsson | Malmö Publik: 10 362 Domare: Markus Strömbergsson |

| 6           | 24 mars 2012 | Helsingborgs IF           | 2 – 0           | AIK | Olympia                                                |                                                        |
| 14:00 UTC+1 | 14:00 UTC+1  | Rachid Bouaouzan 58′, 70′ | (0 – 0) Rapport |     | Helsingborg Publik: 5 590 Domare: Markus Strömbergsson | Helsingborg Publik: 5 590 Domare: Markus Strömbergsson |
| 14:00 UTC+1 | 14:00 UTC+1  |                           |                 |     | Helsingborg Publik: 5 590 Domare: Markus Strömbergsson | Helsingborg Publik: 5 590 Domare: Markus Strömbergsson |
| 14:00 UTC+1 | 14:00 UTC+1  |                           |                 |     | Helsingborg Publik: 5 590 Domare: Markus Strömbergsson | Helsingborg Publik: 5 590 Domare: Markus Strömbergsson |

| 7           | 10 november 2013 | Malmö FF                                    | 3 – 2           | IFK Göteborg                      | Stadion                                    |                                            |
| 18:00 UTC+1 | 18:00 UTC+1      | Emil Forsberg 42′, 48′ Guillermo Molins 90′ | (1 – 1) Rapport | 45′ Philip Haglund 55′ Lasse Vibe | Malmö Publik: 2 787 Domare: Andreas Ekberg | Malmö Publik: 2 787 Domare: Andreas Ekberg |
| 18:00 UTC+1 | 18:00 UTC+1      |                                             |                 |                                   | Malmö Publik: 2 787 Domare: Andreas Ekberg | Malmö Publik: 2 787 Domare: Andreas Ekberg |
| 18:00 UTC+1 | 18:00 UTC+1      |                                             |                 |                                   | Malmö Publik: 2 787 Domare: Andreas Ekberg | Malmö Publik: 2 787 Domare: Andreas Ekberg |

| 8           | 9 november 2014 | Malmö FF                                                                                | 0000 2 – 2 (e.fl.)         | IF Elfsborg                                                                        | Malmö Stadion                                    |                                                  |
| 18:15 UTC+1 | 18:15 UTC+1     | Isaac Kiese Thelin 89′ Emil Forsberg 114′                                               | (0 – 1) Rapport            | 22′ Viktor Claesson 120+4′ (str.) Viktor Prodell                                   | Malmö Publik: 1 266 Domare: Martin Strömbergsson | Malmö Publik: 1 266 Domare: Martin Strömbergsson |
| 18:15 UTC+1 | 18:15 UTC+1     |                                                                                         |                            |                                                                                    | Malmö Publik: 1 266 Domare: Martin Strömbergsson | Malmö Publik: 1 266 Domare: Martin Strömbergsson |
| 18:15 UTC+1 | 18:15 UTC+1     | Anton Tinnerholm Emil Forsberg Simon Kroon Paweł Cibicki Isaac Kiese Thelin Erdal Rakip | Straffsparksläggning 5 – 4 | Per Frick Viktor Prodell Marcus Rohdén Johan Larsson Simon Hedlund Mikkel Beckmann | Malmö Publik: 1 266 Domare: Martin Strömbergsson | Malmö Publik: 1 266 Domare: Martin Strömbergsson |

| 9           | 8 november 2015 | IFK Norrköping                                               | 3 – 0           | IFK Göteborg | Nya Parken                                    |                                               |
| 19:30 UTC+1 | 19:30 UTC+1     | Alexander Fransson 3′ Christoffer Nyman 15′ Emir Kujović 43′ | (3 – 0) Rapport |              | Norrköping Publik: 2 662 Domare: Johan Hamlin | Norrköping Publik: 2 662 Domare: Johan Hamlin |
| 19:30 UTC+1 | 19:30 UTC+1     |                                                              |                 |              | Norrköping Publik: 2 662 Domare: Johan Hamlin | Norrköping Publik: 2 662 Domare: Johan Hamlin |
| 19:30 UTC+1 | 19:30 UTC+1     |                                                              |                 |              | Norrköping Publik: 2 662 Domare: Johan Hamlin | Norrköping Publik: 2 662 Domare: Johan Hamlin |

## Statistik
| Rank | Klubb           | Antal titlar | År         |
| ---- | --------------- | ------------ | ---------- |
| 1    | Malmö FF        | 2            | 2013, 2014 |
| 1    | Helsingborgs IF | 2            | 2011, 2012 |
| 2    | IF Elfsborg     | 1            | 2007       |
| 2    | IFK Göteborg    | 1            | 2008       |
| 2    | Kalmar FF       | 1            | 2009       |
| 2    | AIK             | 1            | 2010       |
| 2    | IFK Norrköping  | 1            | 2015       |

| Rank | Län                  | Klubb(ar)       | Antal titlar | Totalt |
| ---- | -------------------- | --------------- | ------------ | ------ |
| 1    | Skåne län            | Malmö FF        | 2            | 4      |
| 1    | Skåne län            | Helsingborgs IF | 2            | 4      |
| 2    | Västra Götalands län | IF Elfsborg     | 1            | 2      |
| 2    | Västra Götalands län | IFK Göteborg    | 1            | 2      |
| 3    | Kalmar län           | Kalmar FF       | 1            | 1      |
| 3    | Stockholms län       | AIK             | 1            | 1      |
| 3    | Östergötlands län    | IFK Norrköping  | 1            | 1      |

## Prispengar
Endast det segrande laget i matchen erhöll prispengarna.
- 2007: 250 000 kronor
- 2008: 250 000 kronor
- 2009: 250 000 kronor
- 2010: 250 000 kronor
- 2011: 250 000 kronor
- 2012: 250 000 kronor
- 2013: 250 000 kronor
- 2014: 250 000 kronor
- 2015: 250 000 kronor